# دوران ستانلي
دوران ستانلي (بالإنجليزية: Duran Stanley)‏ هو لاعب كرة قدم ومدرب كرة قدم أمريكي، ولد في 29 نوفمبر 1990 في رواتان في هندوراس. لعب مع Ventura County Fusion ‏.

## وصلات خارجية
- دوران ستانلي على موقع قاعدة بيانات كرة القدم.إي يو (الإنجليزية)